# Centre Escolapi de Muntanya
El Centre Escolapi de Muntanya CEM fou una associació escolta catòlica impulsada per religiosos escolapis que sense utilitzar el terme escolta a les seves sigles i denominació es va crear i funcionar des de l'any 1952 al 1957 als centres escolars de l'Escola Pia de Catalunya. L'any 1957 el CEM es fusionà amb la Delegació Diocesana d'Escoltisme creada recentment.

## Història[1]

### Naixement
Les dues persones clau de la creació del CEM són els en aquell moment joves religiosos escolapis Octavi Fullat i Josep Almirall i Andreu que el crearen de manera oficiosa el 1952. Inicialment el projecte tenia com finalitat crea un centre excursionista a l'Escola Pia del c/Diputació de Barcelona, però de seguida els promotors pensaren en l'escoltisme com a mètode educatiu. Octavi Fullat havia passat breument en la seva infantesa per l'escoltisme de Mossèn Antoni Batlle, però era una experiència curta. Per tant, els dos promotors es documentaren, es relacionaren amb altres experiències de l'estranger (escoltisme francès, belga, italià...), i amb l'aquiescència dels seus superiors el 1953 varen fer un camp de formació amb els escoltes belgues. A la seva tornada el fins ara centre excursionista CEM, es transformà en entitat escolta amb la idea de generalitzar-lo a les altres escoles pies de Catalunya. Es crea l'A. Scout Sant Josep de Calasanç amb els membres de l'anterior grup

### Expansió
L'any 1955 els dos promotors del CEM juntament amb també jove escolapi Lluís Maria Xirinacs aconseguiran l'aprovació del projecte presentat al pare Provincial dels Escolapis on: 1/ El CEM passa a funcionar com l'A. Scout Sant Josep de Calasanç; 2/ Nomenament d'un escolapi com a director del CEM i com a cap dels agrupaments que el formin; 3/ Que cada estiu es facin campaments de formació de caps. El provincial enviar una circular a tots els col·legis de la Província on aprovava els quatre punts i nomenava el Pare Octavi Fullat com a cap i Director del CEM, fent una crida a la participació dels religiosos en el projecte atesa la importància educativa del projecte.
A partir d'aquí l'Octavi Fullat es dedicà a visitar els diferents centres escolapis de Catalunya i el CEM tindrà una expansió ràpida. L'Agrupament Scout Sant Josep de Calasanç es traslladarà a l'Escola Pia del c/ Balmes. Es crearà l'A. S. Mare Déu de Núria a l'Escola Pia de la Diputació. A l'Escola Pia de Sarrià el A.S: Sant Francesc d'Assis; a l'escola del c/Ample el A.S. Sant Pau; i a l'Escola Pia de Sant Anton, l'A.S. Sant Antoni Abat. El CEM no es va limitar a Barcelona: foren creats també agrupaments a Igualada, l'A. S. Joan Torelló; a Terrassa l'A. S. Guillem de Muntayans, i a Mataró l'A. S. Santa Anna.
El CEM, que es va constituir en els anys cinquanta en un moment delicat per a l'escoltisme (Mn. Antoni Batlle i Minyons de Muntanya), no va tenir problemes amb el règim franquista per a funcionar. Hi va contribuir el fet que en la seva denominació no aparegués la paraula escolta, encara que el mètode sí que ho era, i que les activitats es fessin com a activitats de l'Escola Pia. Els escrits de cara al públic es feien en castellà, però en les activitats internes tot era en català. Tampoc no hi va haver problemes amb la utilització de l'uniforme i els campaments.
El Pare Octavi Fullat publicà posteriorment en revistes (revista Educadores de la FERE, any 1959 i any 1961) i després el 1965 en un llibre la valoració de l'experiència i una reflexió de la importància de l'escoltisme com a mètode educatiu.

### Dissolució
El CEM va desaparèixer en constituir-se a la diòcesi de Barcelona la Delegació Diocesana d'Escoltisme DDE l'any 1956 que donava cobertura eclesiàstica als agrupaments escoltes creats a les parròquies i escoles religioses. El juliol de l'any 1957 els seus agrupaments passaren a formar part de la DDE, i el CEM com a tal desaparegué.